# Céleste Vilbrun
Marie Céleste Andrea Vilbrun (ur. 10 lipca 1996) – maurytyjska zapaśniczka walcząca w stylu wolnym, a także judoczka. Zajęła siódme miejsce na igrzyskach afrykańskich w 2023. Złota medalistka igrzysk Wysp Oceanu Indyjskiego w 2023. Ósma na igrzyskach wspólnoty narodów w 2022. Szósta na igrzyskach frankofońskich w 2023 roku.
W judo zajęła piąte miejsce na mistrzostwach Afryki w 2014. Startowała w Pucharze Świata w 2014 roku